# Sethiathoppu
Sethiathoppu is een panchayatdorp in het district Cuddalore van de Indiase staat Tamil Nadu. 

## Demografie
Volgens de Indiase volkstelling van 2001 wonen er 7.962 mensen in Sethiathoppu, waarvan 52% mannelijk en 48% vrouwelijk is. De plaats heeft een alfabetiseringsgraad van 72%. 